# Старе Ґульчево
Старе Ґульчево (пол. Stare Gulczewo) — село в Польщі, у гміні Слупно Плоцького повіту Мазовецького воєводства.
Населення — 210 осіб (2011).
У 1975-1998 роках село належало до Плоцького воєводства.

## Демографія
Демографічна структура станом на 31 березня 2011 року:
|          | Загалом | Допрацездатний вік | Працездатний вік | Постпрацездатний вік |
| -------- | ------- | ------------------ | ---------------- | -------------------- |
| Чоловіки | 98      | 20                 | 71               | 7                    |
| Жінки    | 112     | 23                 | 64               | 25                   |
| Разом    | 210     | 43                 | 135              | 32                   |